# Savoyai Emánuel Filibert aostai herceg
Savoyai Emánuel Filibert, Aosta második hercege, olaszul: Emanuele Filiberto Vittorio Eugenio Alberto Genova Giuseppe Maria di Savoia (1869. január 13. – 1931. július 4.), a Savoyai-házból származó spanyol királyi herceg (Infanta de España), 1870–1873 között Spanyolország trónörökös hercege, az olasz haderő tábornoka.

## Élete
I. Amadé spanyol királynak, Aosta hercegének és Maria Vittoria dal Pozzo della Cisterna olasz hercegnőnek (1847–1876) legidősebb fia, III. Viktor Emánuel olasz király unokafivére. Két öccse született:
- Viktor (1870–1946), Torinó grófja, nem nősült meg, gyermekei sem születtek.
- Lajos Amadé (1873–1933), Abruzzo hercege, az Olasz Királyi Haditengerészet altengernagya. Ő is nőtlen maradt, s nem születtek örökösei.

Emánuel Filibert herceg 1895-ben az angliai Kingston upon Thames-ben házasságot kötött Orléans-i Ilona (Hélène d’Orléans) francia hercegnővel (1871–1951), Orléans-i Fülöp hercegnek, Párizs grófjának (1838–1894) és Mária Izabella spanyol infánsnőnek (1848–1919) leányával. Két gyermekük született:
- Savoyai Amadé (Amadeo), Aosta harmadik hercege (1898. október 21. – 1942. március 3.)
- Savoyai Aimone Roberto, Aosta negyedik hercege (1900. március 9. – 1948. január 29.), aki rövid ideig II. Tomiszláv néven Horvátország királyaként is uralkodott.

Az I. világháború alatt az olasz 3. hadsereg főparancsnoka volt. A háború után 1926-ban Mussolini marsalli címmel ruházta fel.
Síremléke az észak-olaszországi Fogliano Redipuglia községben kiépített nagy világháborús olasz katonai emlékmű-komplexum területén található.

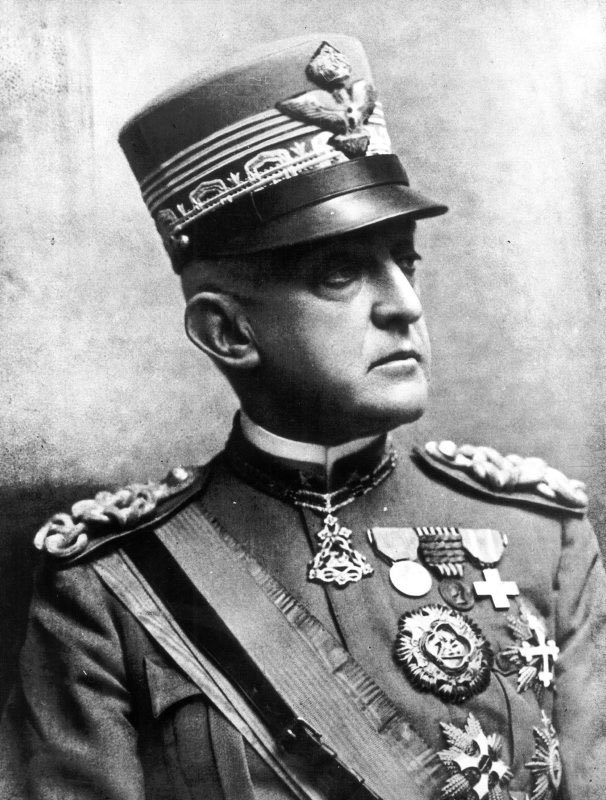
Savoyai Emánuel Filibert tábornok, hadseregparancsnok
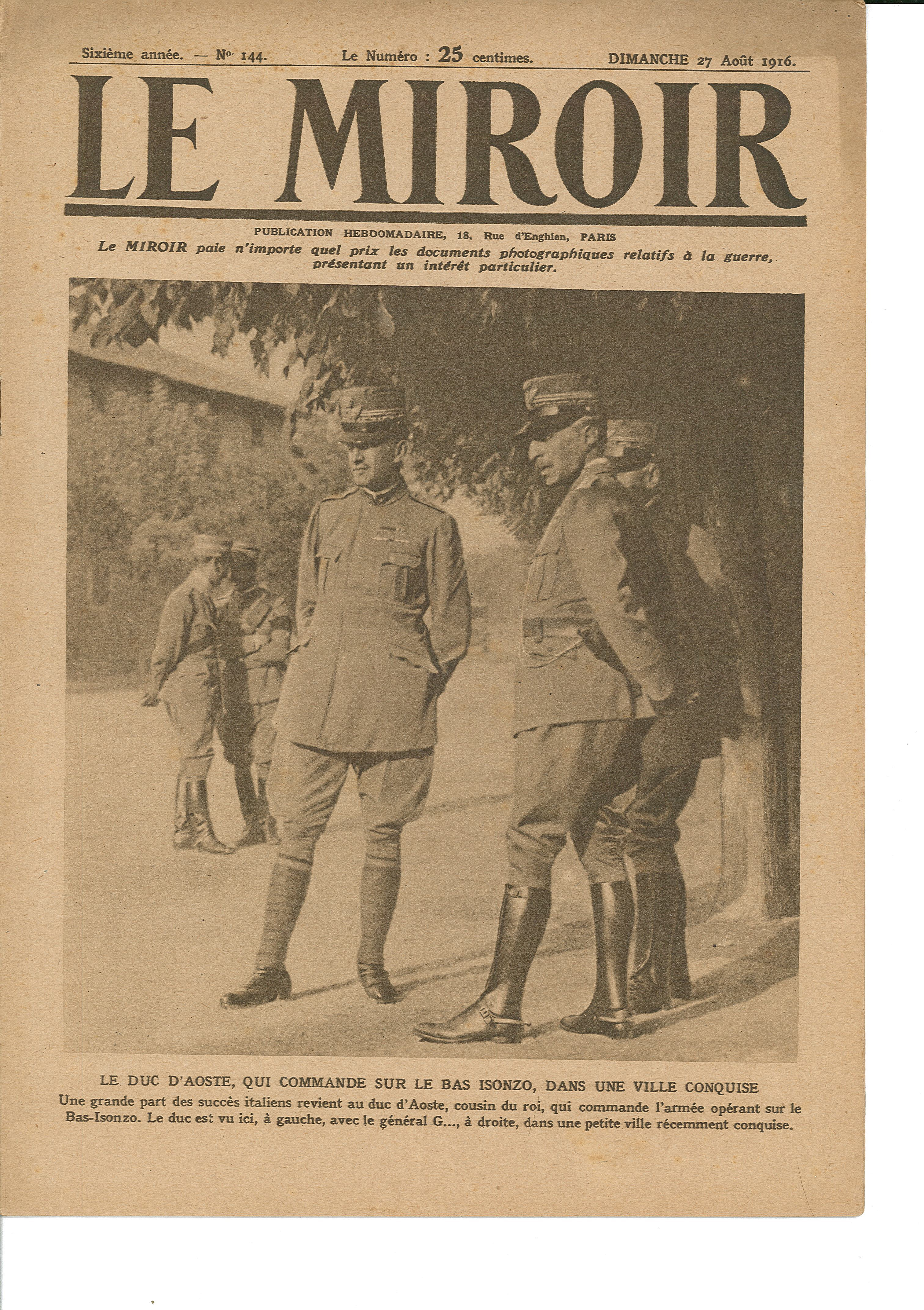
Emánuel Filibert (középen), 1916. augusztus 17.
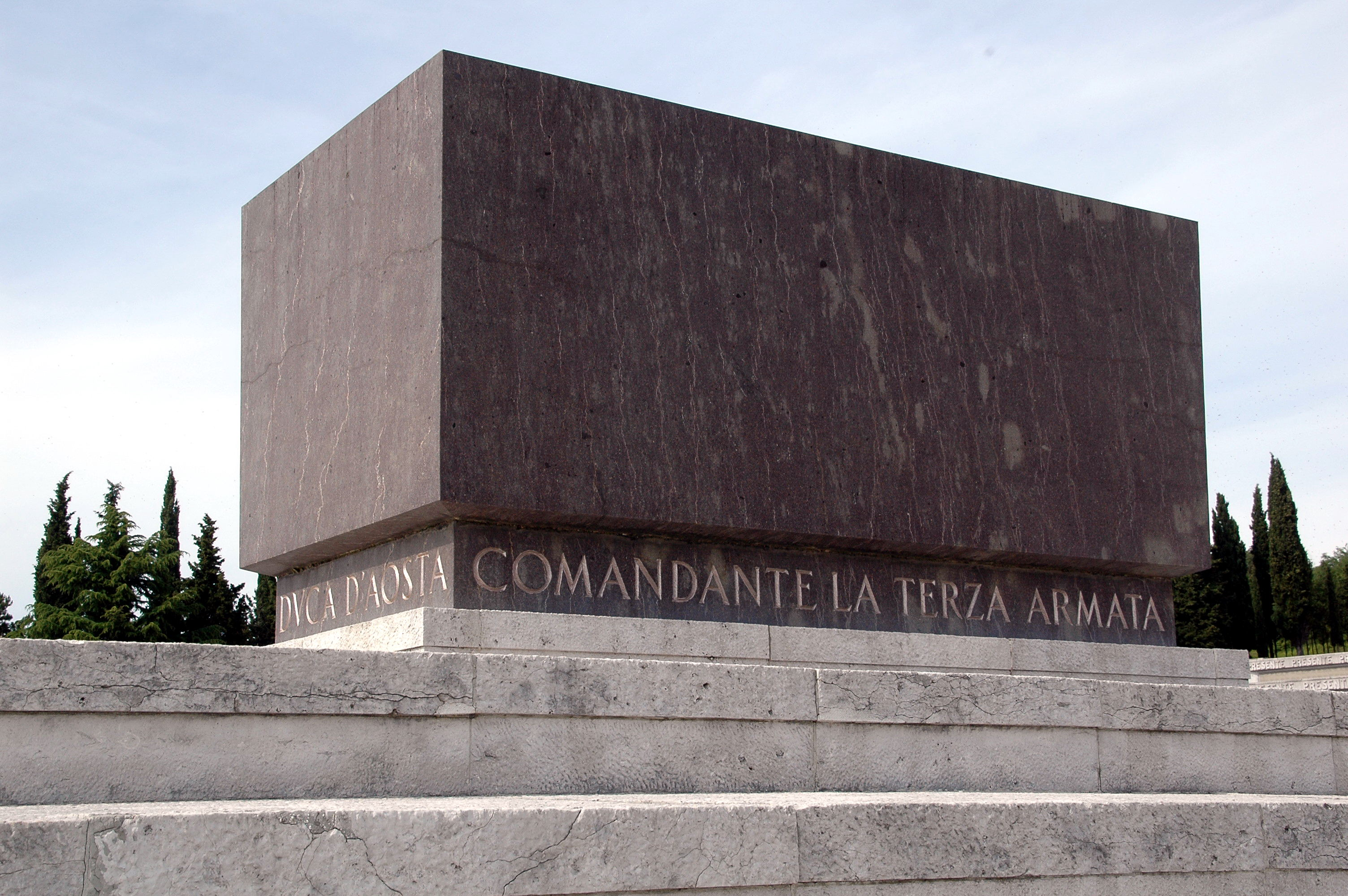
Az aostai herceg síremléke Redipugliában